# Cinglado

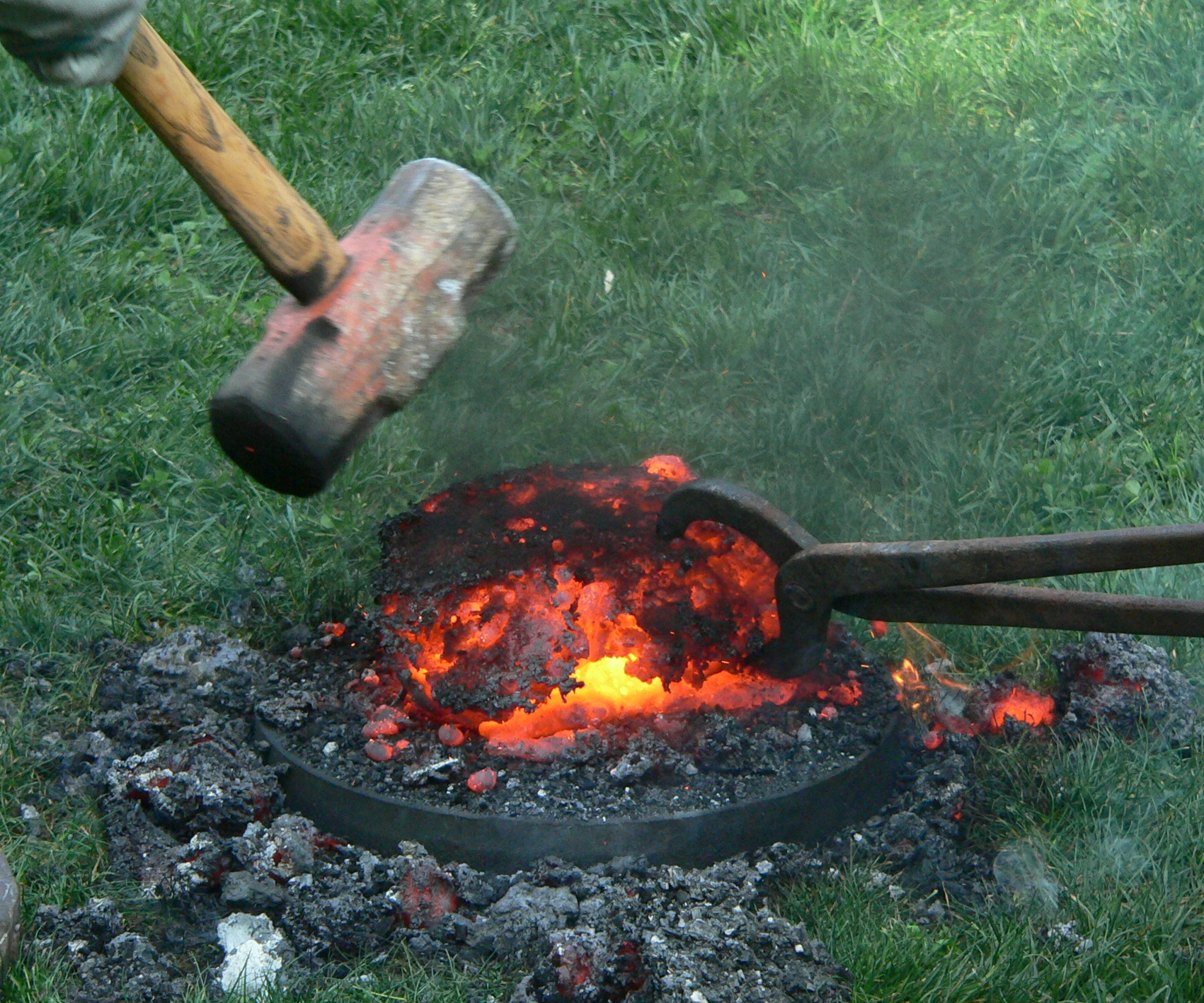
Cinglado de una lupa de hierro obtenida de un horno bajo

En siderurgia, el cinglado es una operación que consiste en martillar una lupa de hierro afinado para extraer las escorias de la matriz metálica. La operación se realiza en caliente, e implica la compresión a golpes (y en su caso, la posterior laminación) de la masa de hierro para reducir los huecos que deja la escoria que escapa cuando aún está líquida.

El cinglado (también denominado martilleo) transforma la lupa en un bloque de metal libre de inclusiones.

## Etimología

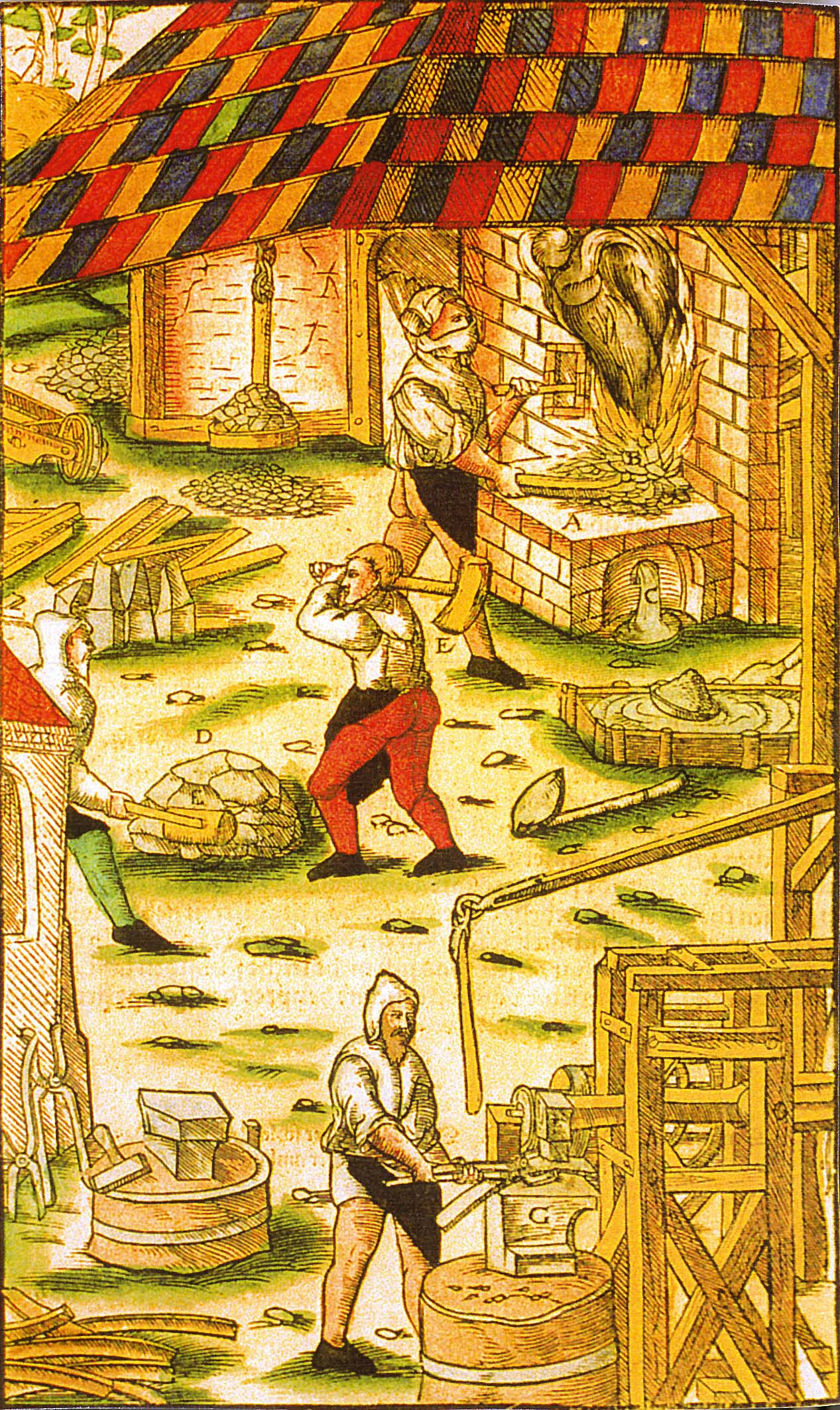
Al fondo: Se prepara la masa de hierro fundido en el horno. Centro: Cinglado. La lupa se compacta manualmente y el hierro se separa inicialmente de la escoria. Delante: El hierro se vuelve a calentar para depurarlo en la forja mediante un martineta accionado por agua. Fuente: Agricola: De re metallica libri XII. (1556)

En español, el verbo cinglar en su segunda acepción procede del occitano a través del catalán, y significa "Forjar el hierro para limpiarlo de escorias."

## Pasos de preparación
Realizado por el herrero, el cinglado sigue a la "represión", proceso que se realiza manualmente y que tiene como objeto crear la lupa.
Precede a la forja, que permite obtener el primer desbastado y la forma geométrica deseada.
Cuando se abre el horno o cuando se desmonta, el herrero saca con sus tenazas una lupa de la que suda la escoria. Esta escoria es expulsada por una serie de martillazos violentos. El cinglado requiere una pericia considerable, porque hay que trabajar con la lupa para sacar la mayor cantidad de escoria posible sin que se desintegre:

Obtener, en una lupa de hierro esponjoso, el mismo grado de limpieza y homogeneidad que determina la fusión en lingotes de metales fusibles, tal es el objetivo esencial al que debe aspirar un buen cinglador. […]

En esta primera parte de la producción mecánica del hierro, el objetivo es por lo tanto condensar el material metálico, y debe evitarse el estirado.

Ya no es lo mismo cuando se trata de dar forma al hierro, de transformar una pieza biselada en una barra de cierta longitud y de determinada sección. […] Si se desea tenacidad en las barras, solo se deben estirar después de un perfecto enlazado o ensamblaje, especialmente cuando el dispositivo de estiramiento solo es capaz de una compresión transversal limitada.
Grüner & Lan, État présent de la métallurgie en Angleterre, p. 411-412

Durante el cinglado, la lupa está expuesta al aire, y la oxidación del hierro provoca pérdidas en el metal.
El enfriamiento dificulta tanto el flujo de la escoria como la agregación del hierro. Esto se acentúa cuando la lupa es pequeña; en consecuencia, es conveniente disponer de herramientas potentes y eficaces para reducir al máximo el tiempo necesario en la operación y minimizar así estos problemas.
Esta operación se mecanizó muy temprano, en el siglo II en la antigua China y en el siglo XII en la Europa medieval, con el uso de martinetes impulsados por energía hidráulica. En 1841, la invención del martillo pilón accionado por vapor permitió tanto el cinglado como el forjado preciso de piezas grandes.

## Imágenes
|  |  |  |  |